# America Drinks and Goes Home
„America Drinks and Goes Home“ je patnáctá a zároveň poslední skladba z druhého studiového alba americké experimentální rockové skupiny The Mothers of Invention Absolutely Free z roku 1967. Skladbu napsal frontman skupiny Frank Zappa.